# El olvido (película)
El olvido es una película peruana de 2008, dirigida por Heddy Honigmann, reconocida documentalista a nivel internacional. Fue estrenado en el Film Forum de Nueva York como parte de su distribución por parte de Icarus Films.  El estreno en los EE. UU. de El olvido coincide con la distribución en DVD de Forever, el documental que realizó en 2006 sobre el cementerio del Père Lachaise en París.
Fue seleccionado oficialmente para la competencia Horizontes Latinos en el Festival de Cine de San Sebastián de 2008 y en la séptima edición del Festival de Cine y Derechos Humanos en el mismo San Sebastián en 2009. Logró ser visto por más de 10.000 espectadores en los Países Bajos, lo que lo convirtió en el documental más exitoso del año. En ese país la distribución estuvo a cargo de Cinemien.
Este largometraje fue financiado por Dutch Film Fund, CoBO FUND y Dutch Cultural Broadcasting Fund. Las ventas internacionales son dirigidas por la compañía Films Transit International, con sede en Montreal.

## Sinopsis
El olvido habla de la ciudad olvidada de Lima, de un pueblo olvidado (los peruanos) y de un país olvidado (como la mayor parte de los países de América Latina), Perú. De vez en cuando –durante unas elecciones presidenciales, después de un terremoto o cuando se descubre una fosa llena de cadáveres–, el mundo se acuerda de la existencia de Perú, pero sólo por unos días. Heddy Honigmann se lleva al espectador de la mano por las calles de Lima, donde entramos en pequeñas tiendas y restaurantes, visitamos bares de moda y nos sentamos en las muchas plazas para mirar y observar. En todos estos lugares nos encontramos con personas que, con poesía, resistir el olvido con sus sueños y creatividad y rebelarse contra aquellos que han jurado durante siglos que aman a su pueblo pero en realidad los desprecian. Como los grandes poetas sin pretensiones, los personajes de El olvido miran la historia con sentido del humor e ironía y comparten sus historias con nosotros.

## Premios y nominaciones

### Premios
- Mayor's Prize Yamagata Documentary Film Festival, Japón 2009[9]
- Prix Buyens-Chagoll, Visions du réel, Nyon 2009[10]
- Premio Especial del Jurado Lima Film Festival 2009[11]
- Premio al Mejor Director, DOCNZ, Festival Internacional Nueva Zelanda, 2009
- The Eurodok Distribution Award, Eurodok Festival, Oslo 2009
- Premio Radio Exterior de España, Muestra de Cine Latinoamericano de Cataluña , Lleida 2009
- Premio del Jurado Joven, Encuentros de Cine Sudamericano, Marseille, 2009
- Crystal Film Award, Holanda, 2009
- Premio Fipresci, 51st DOK Leipzig, 2008
- The Silver Dove, 51st DOK Leipzig, 2008[12]
- Premio del Jurado Ecomenical, 51st DOK Leipzig, 2008
- Stimulans, Price for Artistic Success NDL Film Fund 2008

### Nominaciones
- Categoría Mejor Editor, DOCNZ, Festival Internacional de Cine de Nueva Zelanda, 2009
- Categoría Mejor Editor, Banff 'Programas Sociales y Humanitarios' 2009